# Savigny-le-Temple
Savigny-le-Temple és un municipi francès, situat al departament de Sena i Marne i a la regió de l'Illa de França. L'any 2006 tenia 26.935 habitants.
Forma part del cantó de Savigny-le-Temple, del districte de Melun i de la Comunitat d'aglomeració Grand Paris Sud Seine-Essonne-Sénart.